# Atopsyche boneti
Atopsyche boneti là một loài Trichoptera trong họ Hydrobiosidae. Chúng phân bố ở vùng Tân nhiệt đới.